# Lucian Büeler
Lucian Büeler (* 28. März 1910 in Zürich; † 6. Februar 1952 in Solothurn) war ein Schweizer Bauingenieur und Eiskunstläufer. Büeler war für den Bau der ersten südamerikanischen Kunsteisbahn in Buenos Aires verantwortlich und von 1935 bis 1937 Schweizer Meister im Eiskunstlauf. In seinen letzten beiden Lebensjahren war er Stadtingenieur von Solothurn.

## Leben
Lucian Büeler, dessen Vater Diplom-Chemieingenieur war, verbrachte seine Kindheit von 1911 bis 1918 in Aussig, heute Ústí nad Labem (Nordböhmen, damals Österreich-Ungarn, heute Tschechien) und von 1919 bis 1925 im Kanton Graubünden, aus dem seine Mutter stammte. Er besuchte die Schulen in Aussig, Disentis, Chur (die drei ersten Klassen der Kantonsschule) und im österreichischen Klagenfurt, wo er von 1925 bis 1927 lebte. Bei Sulzer in Winterthur absolvierte er anschliessend eine Lehre als Maschinenschlosser. Nachdem er die eidgenössische Maturität erlangt hatte, studierte Büeler von 1930 bis 1934 an der ETH Zürich und erhielt das Diplom als Bauingenieur.
Danach war Büeler zunächst als Assistent für Wasserbau an der ETH und als Bauführer bei Strassen- und Brückenbauarbeiten im Appenzellerland und im Kanton St. Gallen tätig. Im Winter widmete er sich jeweils ganz dem Wintersport. 1938 reiste Büeler erstmals nach Argentinien, wo er anschliessend von 1939 bis 1947 lebte. Er war dort für eine Tochtergesellschaft des Baukonzerns Philipp Holzmann im Bereich des Hoch- und Tiefbaus tätig. Unter anderem war er zwischen 1939 und 1941 am Bau des Río-Negro-Kraftwerks in Uruguay beteiligt. Büeler initiierte die erste Kunsteisbahn Südamerikas in Buenos Aires, leitete deren Bau und nach der Fertigstellung auch den Betrieb.
Nach seiner Rückkehr in die Schweiz arbeitete er zunächst beim Energieversorgungsunternehmen Energie de l’ouest-suisse in Lausanne. Dort wirkte er an der Projektierung und Bauleitung der Kraftwerke Salanfe und Grande Dixence mit. 1950 wurde Lucian Büeler zum Stadtingenieur von Solothurn gewählt. Er trat dieses Amt am 24. April 1950 an. In seiner Amtszeit wurden zahlreiche Strassen- und Kanalisationswerke erstellt. Er starb am 6. Februar 1952 nach «kurzem, schwerem Leiden».

## Sportliche Karriere
Von 1935 bis 1937 hatte Lucian Büeler den Titel des Schweizer Meisters im Eiskunstlauf inne. In dieser Sportart vertrat er die Schweiz an den Olympischen Winterspielen 1936 in Garmisch-Partenkirchen. 1936 und 1937 leitete Büeler den schweizerischen «Zentralkurs für Eiskunstlauf». Er fuhr auch Ski.

### Ergebnisse
| Wettbewerb / Jahr         | 1935 | 1936 | 1937 |
| ------------------------- | ---- | ---- | ---- |
| Olympische Winterspiele   |      | 17.  |      |
| Weltmeisterschaften       |      | 14.  | 10.  |
| Europameisterschaften     | 10.  |      |      |
| Schweizer Meisterschaften | 1.   | 1.   | 1.   |

## Familie und Persönliches
Lucian Büeler war mit der in Südamerika geborenen Österreicherin Franziska Siegert verheiratet. Das Ehepaar bekam im August 1948 in Lausanne zwei Söhne (eineiige Zwillinge). Als begabter Violinist war Büeler Mitglied des Kammerorchesters Solothurn. Er hatte auch den Geigenbau erlernt und sammelte Instrumente. Die Familie übersiedelte nach seinem Tod  in den 1960er Jahren nach Deutschland. Einer seiner Söhne führt ebenfalls den Namen Lucian Büeler, betreibt heute im westlichen mittelfränkischen Raum ein kleines Tonstudio und leitet eine Gesangs- und Musikschule. Sein Zwillingsbruder Andreas Büeler ist ganz in der Nähe, in Erlangen, als Intendant des Theater Fifty-Fifty aktiv.